# ایتل
ایتل (به فرانسوی: Étel) شهری کوچک در مجاورت رودخانه ایتل در استان بریتانی، فرانسه، قرار گرفته‌است. ایتل از سال ۱۸۵۰ به شهر تبدیل شد. ایتل یک از مراکز صید ماهی ساردین می‌باشد.

## جاذبه‌های توریستی
- موزه تونا
- سینما ریقیه
- پلاژ کریمنی (قسمت جنوبی پلاژ مخصوص برهنگان می‌باشد )